# Le Visage du démon
Le Visage du démon (titre original : The Face) est un roman de science-fiction de Jack Vance appartenant au genre space opera, publié en 1979. C'est le quatrième des cinq tomes de La Geste des Princes-Démons.

## Publication
Le Visage du démon a été publié aux États-Unis en 1979 et en France en 1982 dans la collection Science-fiction des éditions Pocket. 

## Résumé
Dans ce récit, Kirth Gersen s'attaque au Prince-Démon Lens Larque, un Darsh originaire de Dar Sai. Contre ce dernier, il va développer des stratégies légales qui ne lui sont pas habituelles, tout en ayant recours à la violence lorsque les circonstances l'y obligent. Au départ, il va tirer parti d'un conflit mineur opposant la Compagnie de Transports Celerus, armateur du cargo interstellaire Ettilia Gargantyr, à la Guilde des Cabaretiers de Thrump. Bien qu'il ait changé de nom et d'immatriculation, Gersen sait que ce vaisseau n'est autre que le Fanutis, qui servit de transport d'esclaves lors du raid de Mount Pleasant, celui-là même où il perdit son foyer et sa famille étant enfant. Comme il soupçonne cet astronef d'appartenir à Lens Larque, il tente de faire sortir le Prince-Démon de la clandestinité en lui faisant un procès où il sera obligé de venir témoigner en personne pour prouver sa qualité de propriétaire. Cette manœuvre ne donne cependant pas le résultat escompté, car Lens Larque utilise un comparse pour faire sauter l'Ettilia Gargantyr, dont il s'approprie habilement le montant de l'assurance aux dépens d'une filiale de la banque de Gersen. Guidé par une intuition, le justicier se lance alors dans une quête opiniâtre pour racheter les parts sociales de la Mutuelle Kotzasch, une société établie sur Dar Sai. Son enquête fertile en rebondissements va le mener d'Aloysius aux sables brûlants de Dar Sai, où il connaîtra avec la belle metheln Jerdian Chanseth une courte passion partagée. Il se rendra ensuite sur l'opulente Methel, une planète faiblement peuplée et fortement protégée, dont la population est divisée en trois groupes sociaux assimilables à des castes. En une dernière confrontation, le héros tuera le Prince-Démon, puis actionnera lui-même la télécommande qui déclenche le lointain et coûteux dispositif que Lens Larque avait manigancé pour se venger d'un des arrogants banquiers de Methel. 

## Personnages et déroulement du récit
Vance profite du récit pour nous décrire en détail les intéressantes civilisations de Dar Sai et Methel, planètes orbitant toutes deux autour de l'étoile Cora. Pour arriver à ses fins, son héros utilise ici des mécanismes légaux, tels le dépôt d'une plainte suivie de procès, ou l'acquisition de parts en vue de contrôler une société. Plus que jamais, Kirth Gersen doute de la pertinence de sa soif de vengeance, qui tout à la fois conduit sa vie et la ruine, car il réalise qu'il passe ainsi à côté des joies simples que connaissent les personnes ordinaires. Comme à chaque fois, il rencontrera une jeune femme séduisante dont il deviendra l'amant. Mais l'un comme l'autre savent que cette relation est impossible : tant qu'il ne l'a pas finalisé, Gersen ne peut être détourné de son objectif, tandis que Jerdian Chanseth restera captive des règles strictes qui gouvernent la société metheln où elle est née, et dont elle est en quelque sorte prisonnière. Quant à Lens Larque, hors la description de ses caractéristiques négatives et de son habileté à manier le fouet, sa personnalité n'est pas réellement approfondie. Étant donné la manière surprenante dont le roman se termine, le lecteur réalisera qu'elle n'est pas exempte d'humour.

## Analyse diverses

### Armes
- Armes de poing : Kirth Gersen utilise habituellement un projac, une arme à rayonnement semblable à un laser, qui occasionne suivant le réglage des brûlures bénignes ou mortelles. Sur Methel, il abat trois tueurs avec un pistolet à éclats, une arme qui s'enfile comme un gant et projette des éclats de verre explosifs mortels.

- Armes de jet et couteaux : Gersen est aussi un expert en maniement et lancer du couteau. Sur Dar Sai, à l'occasion d'un combat public sans merci, il utilise son talent contre le darsh Bel Ruk. Sur Methel encore, il plonge sa dague langue-de-vipère dans la nuque du faux-chauffeur de taxi qui le traquait. Elle lui tranche la moelle épinière à hauteur de la nuque, procurant une mort instantanée.

- Poisons : À la fin du récit, Kirth Gersen tue le Prince-Démon avec du kluthe, un poison agissant par simple contact, qu'un maître-empoisonneur lui a appris à utiliser sur la planète Sarkovy.

- Explosifs : Furieux d'avoir perdu le procès qui l'opposait à la banque détenue par Gersen, Lens Larque fait sauter avec du frack (un explosif puissant) son propre vaisseau de transport immobilisé au spatioport de Slayhack. Ce faisant, il tue les quatre gardes qui se trouvaient dans l'appareil, ainsi que six techniciens qui passaient par là.

- Gaz mortels et incapacitants : À plusieurs reprises, Gersen prend des précautions pour éviter l'explosion de pièges diffusant des gaz mortels.

### Systèmes de surveillance
- Cellule-espion : Sauf sur les planètes véganes où cet appareil est interdit sous peine de lourdes sanctions, Kirth Gersen utilise dès que possible une cellule-espion télécommandée, qui lui permet d'observer et d'écouter à distance. L'auteur ne donne pas de détails, mais on peut supposer qu'il s'agit d'une sorte de drone miniature, voire d'un robot miniaturisé ayant la taille d'un insecte, similaire aux MAV (Micro Air Vehicles)[1] qui sont en cours de développement actuellement.

- Système d'écoute à distance : Au cours de ses pérégrinations, le justicier pose par deux fois un système d'écoute à distance, généralement en forant clandestinement le mur d'un local mitoyen. Le dispositif qu'il utilise comprend un micro et un enregistreur miniature à déclenchement automatique, qu'il relie à un combiné téléphonique, soit au moyen d'un fil, soit  en appliquant sur la paroi un spray spécial invisible  conducteur d'électricité. En l'absence des personnes visées, il peut ensuite ré-écouter les conversations après avoir appelé le numéro du téléphone ainsi équipé. La liaison par radio n'est pas prévue.

### Éléments transuraniens
- Sur la torride planète Dar Sai, les Darsh extraient du désert des duodécimates de grande valeur. L'auteur explique que ces éléments transuraniens stables ont pour origine la désintégration en fragments, vingt millions d'années auparavant, d'une petite étoile morte qui était la compagne de Cora, étoile principale du système. Une partie de ces débris a formé une ceinture d'astéroïdes. D'autres sont tombés sur Dar Sai, où ils sont devenus un des composants des sables du désert, que le vent tamise et sépare constamment. À certains endroits, ils ont également formé des filons très recherchés.

Ces transuraniens stables peuvent-ils réellement exister ? Ici, le terme "stable" a pour corollaire que ces duodécimates ne devraient pas émettre un niveau de radioactivité tel qu'il tue les mineurs Darsh ou les rende stériles par irradiation. Le terme de "transuraniens", lui, désigne tous les éléments dont le numéro atomique est supérieur à celui de l'uranium (élément 92 dans le tableau périodique des éléments de Mendeleïev), qui sont tous radioactifs. Pour mémoire, l'uranium, comme tous les éléments lourds, fut initialement produit par nucléosynthèse au sein d'une étoile massive qui explosa en supernova. Ces éléments furent ensuite disséminés dans la galaxie, où ils intégrèrent finalement le nuage moléculaire constitué de gaz et de particules qui, en se contractant par gravité, devait former le système solaire. 
Sur la Terre, qui est la planète tellurique la plus dense de notre système solaire, l'uranium est un élément relativement abondant (autant que l'argent), avec une demi-vie d'environ 4,5 milliards d'années pour l'isotope U-238 et de 700 millions d'années pour l'isotope U-235. Sa désintégration dégage une chaleur importante, qui maintient en fusion le manteau terrestre. Vu leur décroissance radioactive relativement rapide, aucun actinide de masse atomique supérieure à celle de l'uranium n'a subsisté assez longtemps à l'état naturel sur Terre que pour être encore aisément mesurable actuellement (cf. les 17 réacteurs naturels d'Oklo au Gabon qui fonctionnèrent il y a environ 2 milliards d'années). En conséquence, tous les transuraniens actuellement présents sur Terre, et parfois dispersés dans l'environnement, ont été produits artificiellement lors d'explosions nucléaires ou dans les réacteurs nucléaires. En gros, leur demi-vie devient de plus en plus courte au fur et à mesure que l'on s'élève dans la classification. La demi-vie de l'isotope de flérovium (élément 114), le plus stable produit à ce jour, n'excéderait pas 2,6 secondes. 
Alors, des transuraniens réellement stables existent-ils ? On le pensait parfois dans les années 1970, et c'est peut-être ce qui a motivé Jack Vance à imaginer ses duodécimates. Il est vrai qu'autour de l'élément 126 unbihexium (déjà nommé mais non synthétisé), existerait un îlot de stabilité. Mais cela signifie que la demi-vie de ces exceptions pourrait être de l'ordre de la seconde au lieu de la milliseconde. Il ne s'agit donc nullement de transuraniens stables ! En clair, et sans pousser plus loin cette analyse, si de tels éléments hypothétiques étaient effectivement tombés sur la planète Dar Sai dans le passé, non seulement leur radioactivité aurait été létale pour toute forme de vie connue, mais surtout les Darsh n'en trouveraient actuellement plus aucune trace… car ces transuraniens auraient disparu depuis longtemps ! Un autre îlot de stabilité pourrait-il exister plus haut encore dans la classification ? En principe non, car le théorique élément 218 biunoctium est actuellement considéré comme étant physiquement impossible. 
Dans l'état présent de nos connaissances, les duodécimates et les éléments transuraniens stables semblent donc devoir rester du domaine de la fiction. Les duodécimates sont à rapprocher de l'unobtainium, un terme initialement utilisé par les Anglos-saxons pour désigner un matériau hypothétique ayant des propriétés impossibles. Devenu usuel pour les fans de science-fiction, ce terme a été repris comme une sorte de clin d'œil aux connaisseurs par le réalisateur James Cameron, pour désigner dans son film Avatar  le minerai que les humains extraient de la planète Pandora.